# ایوان موبلی
ایوان موبلی (انگلیسی: Evan Mobley؛ زادهٔ ۱۸ ژوئن ۲۰۰۱) بازیکن بسکتبال اهل ایالات متحده آمریکا است.
وی در مسابقات کشوری و بین‌المللی در مجموع برندهٔ ۲ مدال طلا شده‌است.